# Landgoed Heerdeberg

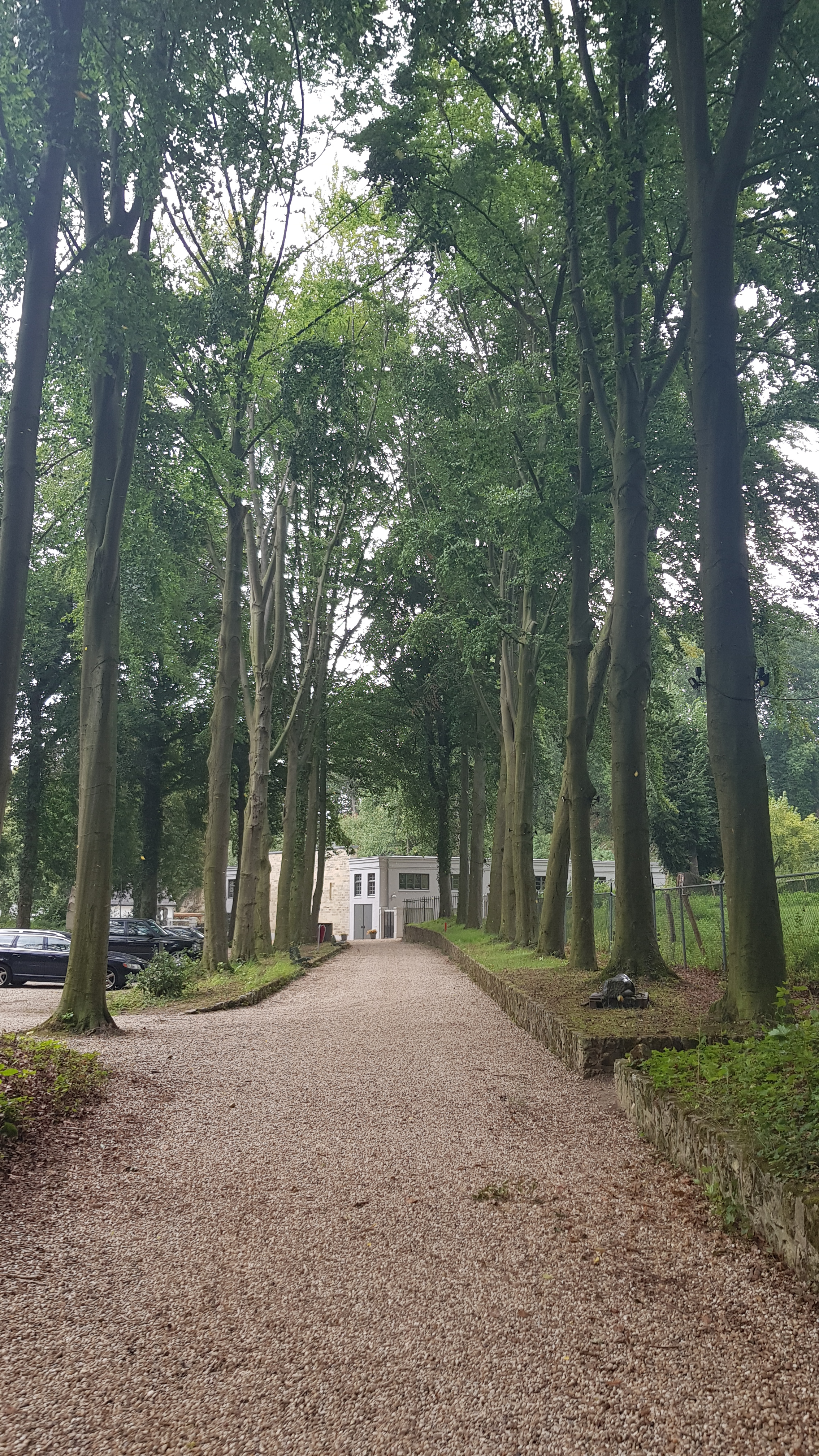
bomenlaan op Landgoed Heerdeberg

Het Landgoed Heerdeberg is een landgoed aan de Pater Kustersweg bij Cadier en Keer in de Nederlandse gemeente Eijsden-Margraten. Het landgoed ligt in buurtschap Berg ten zuidwesten van de Rijksweg (N278). Aan de overzijde van de Rijksweg ligt naar het noordoosten het Missiehuis.
Het gebied ligt aan de westelijke rand van het Plateau van Margraten in de overgang naar het Maasdal. Ter plaatse duikt het plateau een aantal meter naar beneden, onder andere door de vergravingen als gevolg van verschillende mergelgroeves die hier gelegen zijn. Naar het zuiden de plateaurand volgend ligt het hellingbos het Savelsbos.

## Geschiedenis
In de 16e eeuw werd het gebied gebruikt voor de winning van mergel in de ondergrondse Heerderberggroeve.
Tot aan het begin van de twintigste eeuw was het gebied van het landgoed begroeid met bos. Begin 20e eeuw was Pater Kuster op zoek gegaan naar een locatie om een voogdijgesticht voor jongens te stichten. Hij kwam hierbij uit op Heereberg, een terrein aan de Keerderberg dat van de gemeente Heer was. Deze locatie werd gekozen omdat hier bouwmaterialen uit de aanwezige mergelgroeves gewonnen konden worden. In 1911-1912 werd Huize Sint-Jozef hier opgetrokken. In 1913-1916 werd het naastgelegen Huize Sint-Gerlach opgetrokken. In de nabijheid van het klooster legde men een park aan en dit omvatte agrarische gebouwen voor de ambachtelijke opleiding die de jongen kregen en om het voogdijgesticht zichzelf te laten voorzien, een openluchttheater, een begraafplaats voor de paters en een kapel.
In 1944 werden tijdens de Tweede Wereldoorlog op het terrein elf Belgische verzetsstrijders gefusilleerd door de Duitse bezetters en een Rus die probeerde te vluchten werd doodgeschoten. Tijdens de oorlog werden de ondergrondse groeven op het terrein gebruikt om te schuilen.
Door de jaren heen veranderde het gebruik van de gebouwen en het terrein. In de jaren 1980 vertrokken de paters uit Huize Sint-Jozef en gingen naar Huize Sint-Gerlach. In 2002 werd het park met de agrarische gebouwen gekocht door een familie. In 2005 werd ook Huize Sint-Gerlach gesloten en vertrokken de laatste geestelijken van het terrein.

## Landgoed
Het landgoed wordt ingeklemd door de monumentale gebouwen van Huize Sint-Jozef met gevangenisinfrastructuur en Huize Sint-Gerlach direct ten noorden van het gebied, terwijl aan de zuidzijde het Plateau van Margraten steil oprijst met daarop een hellingbos.
Over het landgoed loopt van het noordoosten naar het zuidwesten een weg die grotendeels een bomenlaan is. Op het terrein staan agrarische gebouwen die stammen uit het begin van de 20e eeuw, nu onder andere in gebruik als restaurant. In het zuidwesten staan twee oorlogsmonumenten die de fusillade uit de Tweede Wereldoorlog herdenken. In de nabijheid is ook de begraafplaats voor de paters van Sint-Jozef gelegen.
Op het terrein bevinden zich (de restanten van) vier mergelgroeven, namelijk de Scharnderberggroeve, de Groeve achter Sint-Joseph, de Nieuwe Groeve Sint-Joseph en de Heerderberggroeve. In de ingang van de laatstgenoemde groeve is er een Lourdesgrot aangelegd. De Scharnderberggroeve wordt gebruikt voor bruiloften.

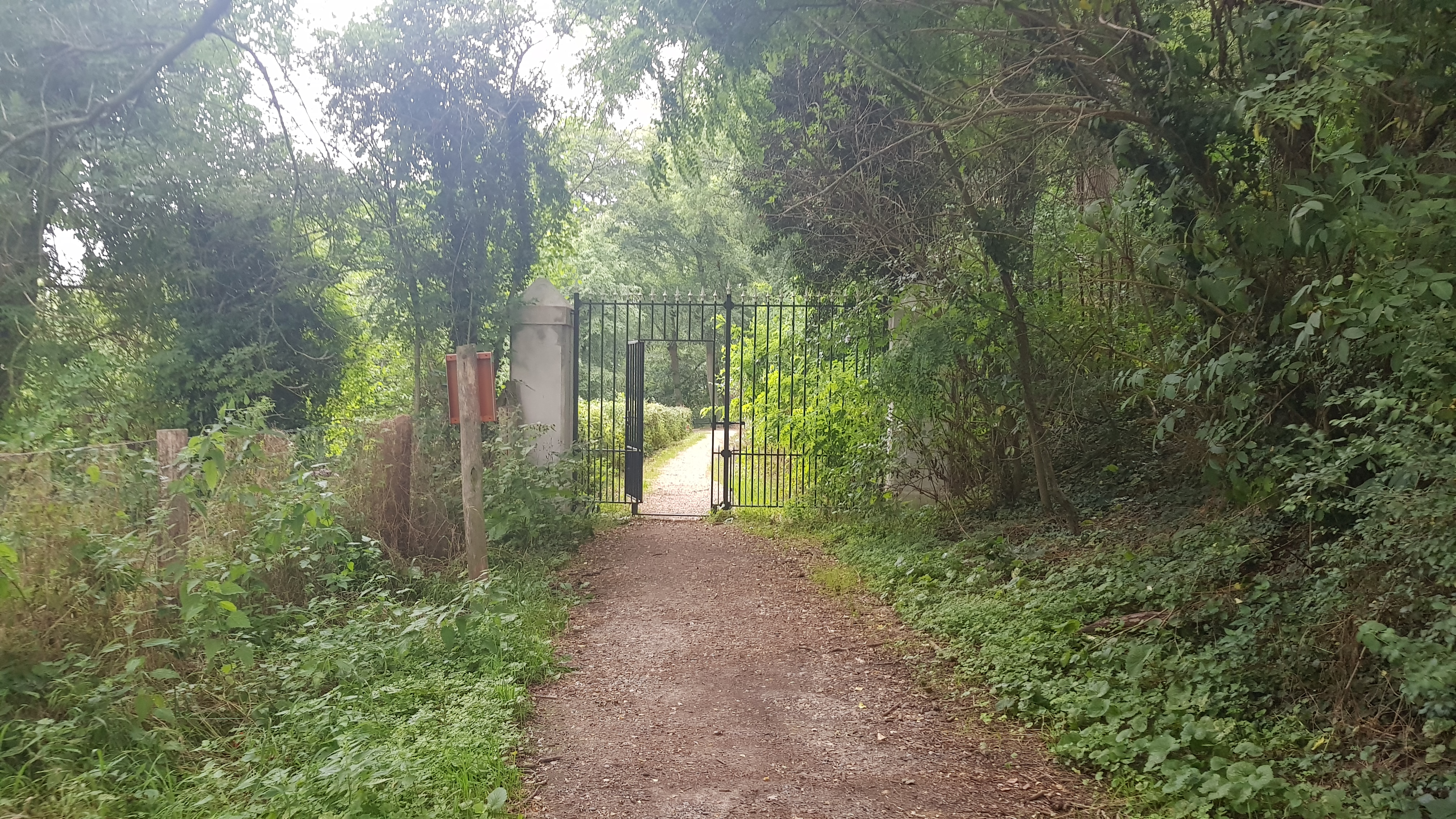
De poort naar het landgoed (zuidwestzijde)
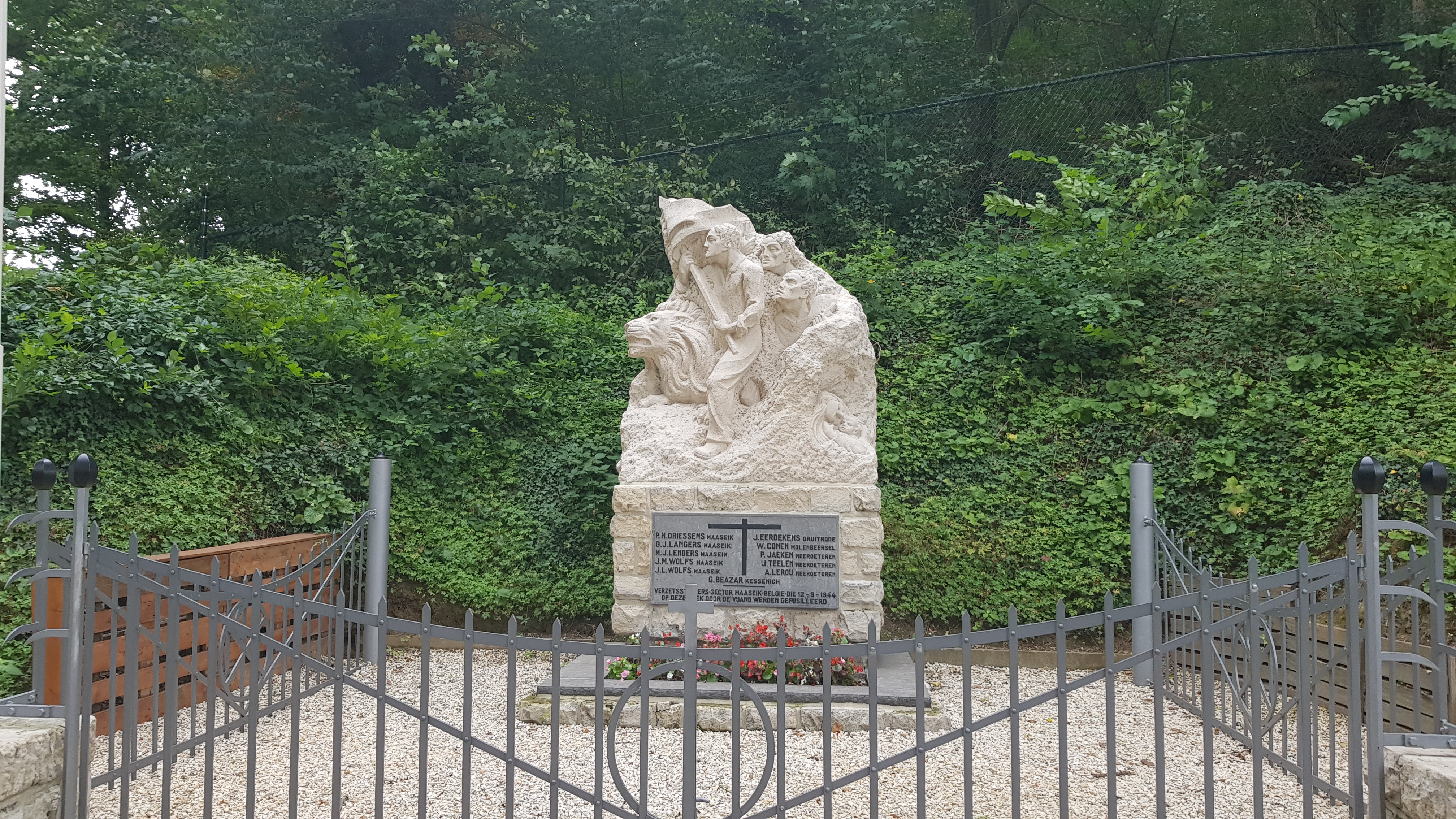
Belgisch monument
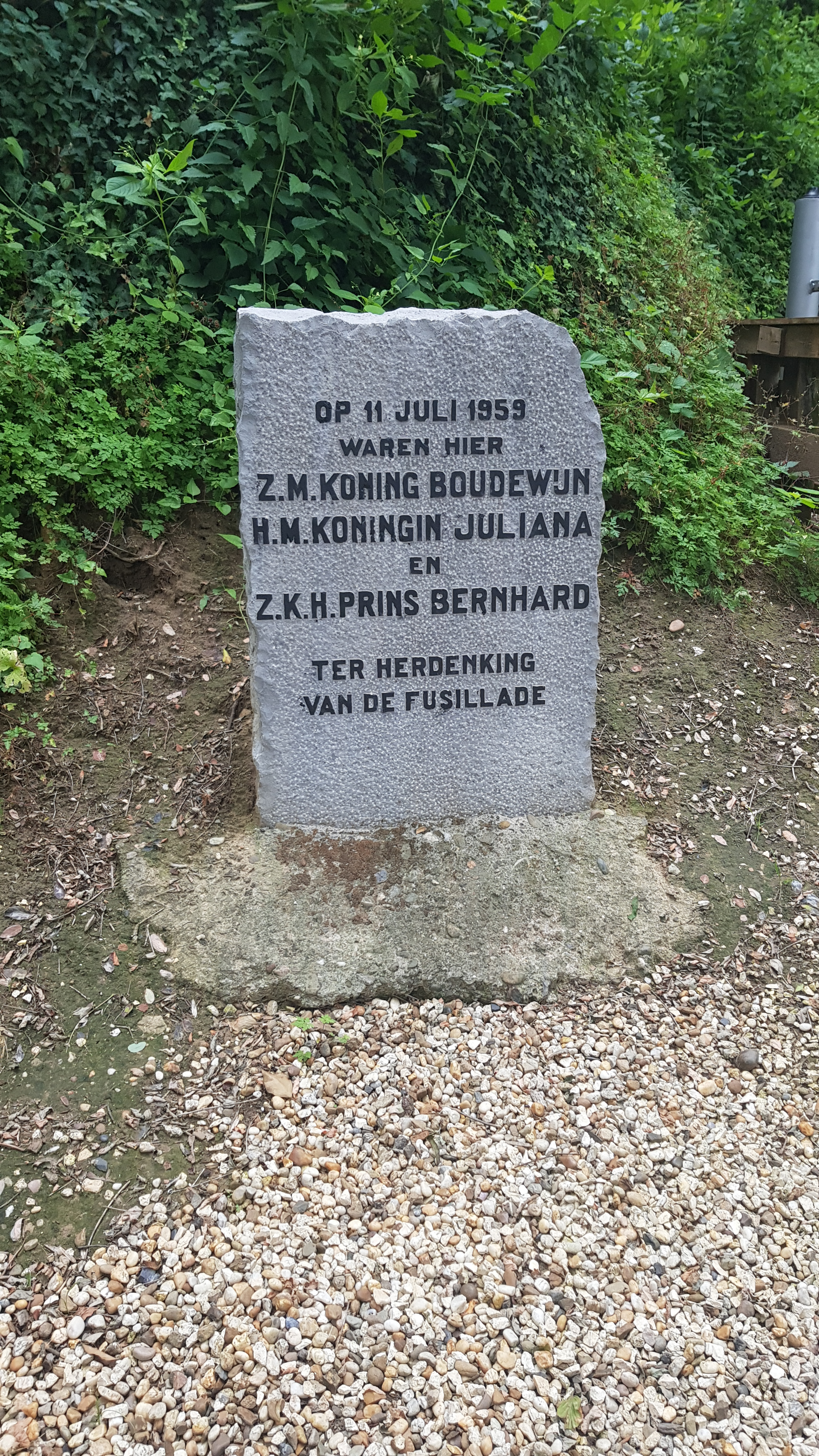
Vlaams monument
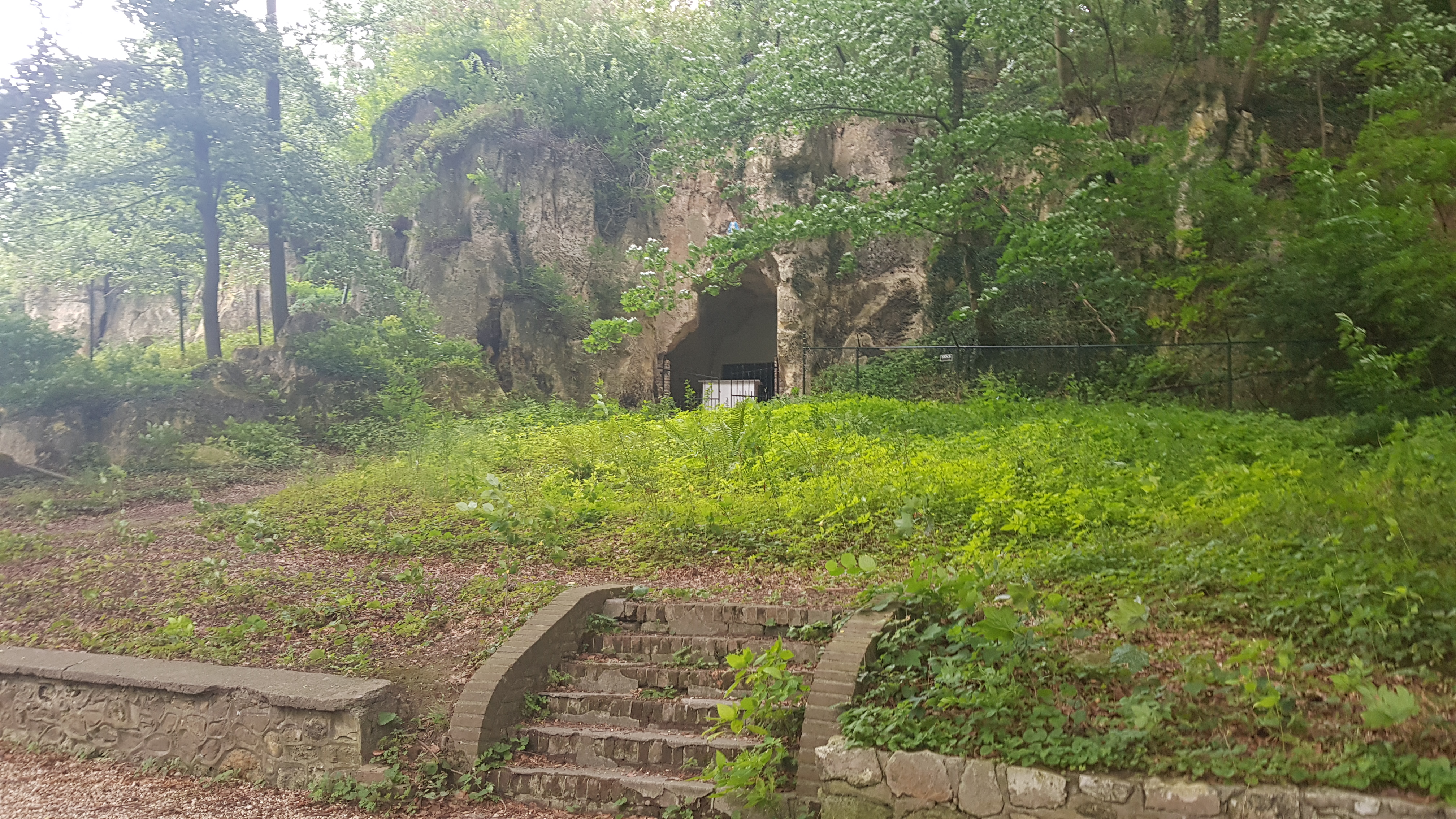
Heerderberggroeve met Lourdesgrot